# Michail Alexandrovič Karcev
Michail Alexandrovič Karcev (10. května 1923 Kyjev, SSSR – 23. dubna 1983 Moskva, SSSR) byl nepříliš známý sovětský konstruktér počítačové techniky a patřil k průkopníkům vývoje počítačů v tehdejším východním bloku. Napsal i řadu knih o aritmetice, a výpočetní technice. Nutno podotknout že M. A. Karcev by byl v dnešní době nazýván workoholikem protože veškerý svůj volný čas vyplňoval prací nebo studiem.

## Život
Karcev se narodil v učitelské rodině. Jeho otec zemřel krátce po jeho narození a už od malička se neustále stěhoval (Charkov, Oděsa). V letech 1934–1941 vystudoval v Kyjevě střední školu a po vstupu SSSR do druhé světové války vstoupil do armády v září 1941 a sloužil v ní až do roku 1947 kdy byl demobilizován. Po ukončení své služby v armádě začal studovat externě na Radiotechnické fakultě Moskevského energetického institutu. S zvládnutím učiva neměl vážné problémy a proto začal od roku 1950 v laboratořích Energetického institutu akademie věd SSSR, kde na vývoji počítačové techniky pracoval až do své smrti.

## Práce
Jako student pracoval na sestrojení jednoho z prvních ruských počítačů – M-1 a od roku 1952 vyvíjel první elektronický počítač M-2, který byl díky jeho tvůrčím schopnostem vytvořen nepočetným kolektivem vědců za omezeného rozpočtu poměrně rychle, během jednoho a půl roku. 

V roce 1957 začal jako vůbec první konstruktér v SSSR zabývat vývojem tranzistorového počítače, známého jako M-4 (sériově vyráběn od roku 1964). Nejzajímavější na tomto zařízení bylo uspořádání operační paměti. jedna část určená pro data a druhá pro programy a data. Dále následoval vývoj na počítači s označením M-9, kde změnil stávající výpočetní architekturu. Začal používat nové metody pro výpočty, místo s hodnotami operoval s funkcemi – tyto procesy nazýval „funkční sady“. Tato metodika výpočtu se podobala dnešním architekturám RISC. Ale stejně jako Charles Babbage i on předběhl svou dobu takže na konstrukci M-9 nebyly technické možnosti. 

Karcevovým posledním zkonstruovaným počítačem byl M-13. Jednalo se o jeden z víceprocesorových vektorových počítačů provádějící výpočty v reálném čase, na kterém začal pracovat v roce 1979 a zakomponoval do něho některé nevyužité myšlenky z M-9 a jeho sériové výroby v roce 1984 se již nedočkal.